# برايان روز (سائق سباق)
برايان روز (بالإنجليزية: Brian Rose)‏ هو سائق سباق أمريكي، ولد في 19 أكتوبر 1979 في بولينغ غرين في الولايات المتحدة.

## وصلات خارجية
- برايان روز على موقع Racing-Reference.info (الإنجليزية)